# Clausena kanpurensis
Clausena kanpurensis là một loài thực vật có hoa trong họ Cửu lý hương. Loài này được Molino mô tả khoa học đầu tiên năm 1994.